# Лагунов Дмитро Анатолійович
Дмитро́ Анато́лійович Лагуно́в (6 березня 1976 — 9 лютого 2015) — солдат резерву Міністерства внутрішніх справ України, учасник російсько-української війни.

## Життєвий шлях
Резервіст, водій, 1-ша окрема медична рота імені Пирогова, псевдо «Кащей».
9 лютого 2015-го машина «швидкої допомоги» їхала назустріч медичному екіпажу, з яким зник зв'язок. Задорожний і Лагунов рухалися в медичному автомобілі, Кончевич — у медичному БТРі. Під час евакуації поранених з позиції «Хрест» (Дебальцеве) до Бахмута (на той час Артемівськ), потрапила у засідку та підірвалася на фугасі поблизу села Логвинове, після чого була розстріляна прямим наведенням. Сергій Кацабін загинув разом з екіпажем санітарної машини Анатолієм Сулімою та Михайлом Балюком й пораненим молодшим сержантом Олександром Кравченком. Тоді ж загинули Василь Задорожний, Тарас Кончевич, Максим Овчарук.
Тіла загиблих кілька разів намагались вивезти з-під обстрілу. Лише 21 лютого вдалось домовитися з терористами про обмін.
Без Дмитра лишились мама, дружина, двоє синів — 2002 й 2014 р.н.
Похований у Львові 25 лютого 2015-го, Личаківське кладовище, поле почесних поховань № 76.

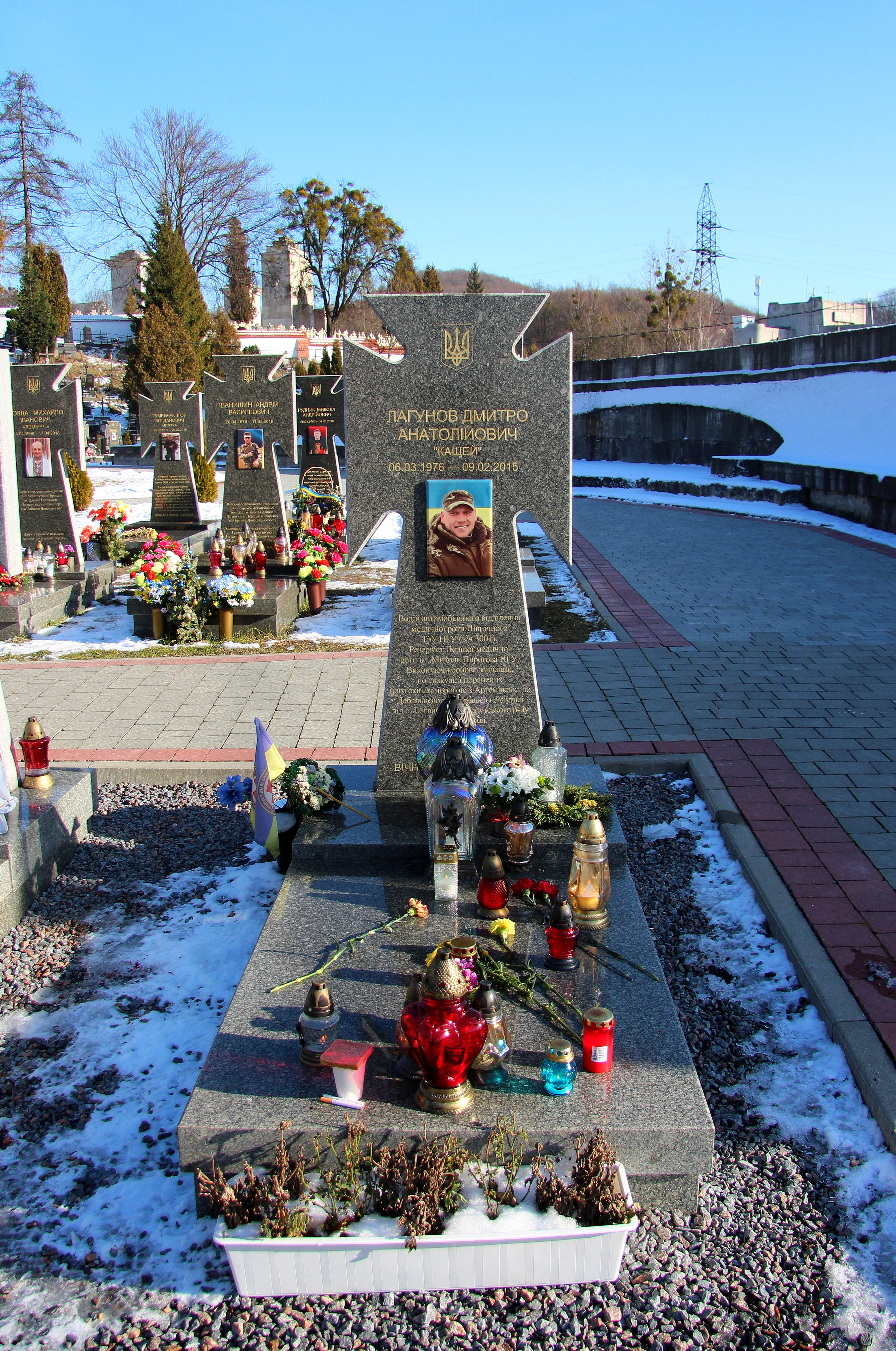

## Нагороди та вшанування
За особисту мужність і героїзм, виявлені у захисті державного суверенітету та територіальної цілісності України, вірність військовій присязі під час російсько-української війни, відзначений — нагороджений
- орденом «За мужність» III ступеня (посмертно)
- відзнакою «Народний Герой України» (посмертно)
- пам'ятним нагрудним знаком «Медична рота» (посмертно)